# Висока туристичка школа струковних студија Београд
Висока туристичка школа струковних студија једна је од приватних високих школа у Београду и најстарија институција у Србији која се бави образовањем кадрова за туристичку привреду. Налази се у улици Булевар Зорана Ђинђића 152а.

## Историјат
Висока туристичка школа је основана 1967. године као државна институција под именом Виша туристичка школа. Образује кадрове за обављање стручних послова и управљачких функција у предузећима туристичке привреде. Организатори су манифестације „Амбасадори говоре” у оквиру које амбасадори туристички најразвијенијих земаља, уз пригодан програм, представљају студентима школе и културу своје земље, као и достигнућа својих земаља у области економије и туризма. Такође, организатори су Прве београдске међународне туристичке конференције – BITCO 2012. под називом „Савремени туризам жеље и могућности”. Организатори и реализатори су стручних манифестација, конференција и сајмова међу којима су Међународни фестивал туристичког и еколошког филма „Силафест”, Међународни филмски и музички фестивал „Кустендорф” и Сајам туризма у Београду. Издавачи су научно–стручног часописа „Туристичко пословање” у коме објављују чланке из теорије и праксе туризма. У свом саставу имају КУД ВТШ „Нови Београд”, плесну групу ВТШ и спортско друштво. Организатори су Међународног конкурса за графику у категорији академских графичара и студената завршних година ликовних академија, као и конкурса „Лепо лице Србије” за најлепше фотографије Србије.